# Kanton Avesnes-sur-Helpe-Sud
Kanton Avesnes-sur-Helpe-Sud (francouzsky Canton d'Avesnes-sur-Helpe-Sud) je francouzský kanton v departementu Nord v regionu Nord-Pas-de-Calais. Tvoří ho 14 obcí.

## Obce kantonu
- Avesnelles
- Avesnes-sur-Helpe
- Beaurepaire-sur-Sambre
- Boulogne-sur-Helpe
- Cartignies
- Étrœungt
- Floyon
- Grand-Fayt
- Haut-Lieu
- Larouillies
- Marbaix
- Petit-Fayt
- Rainsars
- Sains-du-Nord